# Joe Simpson
Joe Simpson (ur. 13 sierpnia 1960 w Kuala Lumpur) – brytyjski alpinista i pisarz.
Sławę przyniosła mu książka Dotknięcie pustki (Touching the Void), w której opisuje historię groźnego wypadku, mającego miejsce w czasie zejścia ze szczytu Siula Grande w Andach peruwiańskich w 1985.

## Kariera pisarska
W 1985 Joe Simpson razem z partnerem Simonem Yatesem podjęli próbę zdobycia szczytu Siula Grande w stylu alpejskim. Podczas zejścia ze szczytu Simpson złamał nogę i po kolejnych komplikacjach został odcięty przez Yatesa i runął w szczelinę lodowca. Upadek przeżył. Samotnie nadludzkim wysiłkiem doczołgał się do obozu. Książka opisująca te zdarzenia stała się światowym bestsellerem i została nagrodzona między innymi nagrodą Boardmana Taskera dla najlepszej książki o tematyce górskiej. Na podstawie książki Dotknięcie pustki brytyjski reżyser Kevin Macdonald nakręcił będący hitem kinowym film dokumentalny Czekając na Joe (2003).